# باشگاه فوتبال اوسر
باشگاه فوتبال اوسر (به فرانسوی: Association de la Jeunesse auxerroise) یک باشگاه فوتبال در شهر اوسر در فرانسه می‌باشد که در لیگ ۱ فرانسه بازی می‌کند.
این باشگاه در سال ۱۹۰۵  تأسیس شده‌است.

## بازیکنان برجسته
- لوران بلان
- فیلیپه مکسز
- جبرئیل سیسه
- اریک کانتونا
- باکاری سانیا
- روبن آگیلار